# Región de Grands-Ponts
Grands-Ponts es una de las treinta y una regiones de Costa de Marfil. En mayo de 2014 tenía una población censada de 356 495 habitantes. Está formada por los siguientes departamentos, que se muestran igualmente con población de mayo de 2014:
- Dabou 148,874
- Grand-Lahou 151,313
- Jacqueville 56,308[1]